# InuYasha, a film 4. – A vörösen lángoló Haurai sziget
Az InuYasha, a film 4. – A vörösen lángoló Haurai sziget (InuYasha the Movie: Fire on the Mystic Island, 映画犬夜叉 紅蓮の蓬莱島, Eiga Inuyasha: Guren no Hōraijima) 2004-ben bemutatott japán animációs film.
A negyedik mozifilmet 2004. december 23-án mutatták be a japán mozik. A rajongókban csalódást okozott, mivel abban az évben maradt lezáratlanul az első animesorozat, amin ez a mozifilm semmit sem lendít.[forrás?] (Azóta készült egy zárósorozat, 2009-ben.) Ezt a mozifilmet Magyarországon 2008. június 18-án adta ki a Klub Publishing. A szinkronban annyi változás történt, hogy Damu Roland a peres ügye miatt nem tudta elvállalni Shesshoumaru szerepét.[forrás?]